# Senik (gmina Sveti Tomaž)
Senik – wieś w Słowenii, w gminie Sveti Tomaž. 1 stycznia 2018 liczyła 102 mieszkańców.